# Buslijn 47 (Haaglanden)
Buslijn 47 heeft in de regio Haaglanden in de Nederlandse provincie Zuid-Holland ten minste 16 keer bestaan tussen 1960 en 2011, en bestaat nog als 'besloten vervoer'.
Lijn 47 reed en rijdt alle 17 keren in dezelfde streek, namelijk Leidschendam-Voorburg en omgeving, waarvan ongeveer 20 jaar van en naar Den Haag. Waarschijnlijk was er bijna alle eenenvijftig jaren een lijn 47 in exploitatie, met uitzondering van de perioden januari 1973 tot 1974,  augustus 1994 tot mei 1995, en van juli 1997 tot 4 juli 1998. De exploitatie was meestal in handen van de NZH. Deze lijn heeft verreweg de meeste routes van alle lijnnummers in de regio gehad.

## Routes
- De eerst bekende buslijn 47 was in de jaren 1960 een spitslijn tussen Den Haag Malieveld en Leiden NS, ongeveer via de oude route van de Blauwe tram, via Voorburg en Voorschoten. Deze bus 47 was alleen voor abonnementhouders.[2]

- 1966: Diaconessenhuis Voorburg - Fonteynenburghlaan - Westeinde - station Voorburg (de onderdoorgang Prinses Mariannelaan en het huidige Stationsplein bestonden toen nog niet) - Zwarte laan (die bevindt zich onder de Utrechtse baan/A12)(nu parkeerplaatsen) - Parkweg - Leidschendam Prinsenhof.[2] Aansluitend op de bezoekuren van het Diaconessenhuis. Opheffingsdatum onbekend.

- 3 november 1974: Den Haag Houtmarkt/Turfmarkt (daar was toen een onoverdekt tram & bus station)- Amsterdamse Veerkade - Wagenstraat - Stationsweg - station HS. Waar nu taxi-standplaats is was een zéér krap "streekbusstation", met 8 streeklijnen. (1, 43, 45, 47, 48, 54, 90, 91) Daarna verder via Schenkviadukt - Schenkkade - Voorburg Koningin Julianalaan - Mgr.van Steelaan - Rodelaan - Prins Bernhardlaan - Leidschendam Weigelia(eindpunt)(alleen heen, noordelijk "boven" Leidschenhage langs) Terugweg: Heuvelweg - Burgemeester Banninglaan - Bachlaan - Koningin Wilhelminalaan - Prins Hendriklaan - Noordsingel - zuidelijk "onder" Leidsenhage langs - verder als heen route. In die tijd reden maar liefst 7 buslijnen door de krappe Wagenstraat en Stationsweg. (WN-lijn 1, HTM-lijn 5, 18 en 19, plus NZH-lijn 45, 47 & 48)(in 1982-83 werd het hoogste aantal bereikt; toen waren het er zelfs 8; lijn 5,18, 30, 44, 47, 48, 127, 128) Tegenwoordig rijdt er helemaal geen bus meer door deze straten. (Tot 1926 reden er ook trams)

- 1976: Te Leidschendam werd bus 47 verlengd tot de hoek Noordsingel/Dillenburgsingel. De route veranderde. Hij reed nu via Mgr. van Steelaan, Heuvelweg, en Amstelweg (nu Burgemeester Kolfschotenlaan), samen met bus 45, 48, en 49. Bus 49 had exact dezelfde route en eindpunten als lijn 47; vermoedelijk reden ze beiden maar in één richting. Tussen 1976 en juli 1992 vormde lijn 47 samen met lijn 44 en 48 een soort drie-eenheid. Grotendeels reden ze dezelfde route, maar lijn 48 reed als enige meestal verder dan Leidschendam.

- 1976-1977: In Leidschendam reed lijn 47 nog steeds naar de Dillenburgsingel. Maar de route was nu: Mgr. van Steelaan - Heuvelweg - Burgemeester Banninglaan - Noordsingel, samen met buslijn 44, 48, en 49.(deels ook buslijn 57) Buslijn 49 rijd nog wel dezelfde route, maar rijd door tot Leidschendam Schakenbosch. In 1978 is lijn 49 verdwenen. In 1976-77 was er dus eigenlijk een "vier-eenheid".

- 1977-1985: Lijn 47 werd terug-getrokken tot Voorburg station Voorburg 't Loo. Vanaf 1984 reed lijn 47 (en 44 en 48) niet meer vanaf de Houtmarkt en ook niet meer de omweg via station HS en het Schenkviadukt. Het streekbusstation bij station HS is opgeheven; alleen lijn 127 & 128 halteren er nog. Het nieuwe beginpunt van alle streeklijnen was bovenop Den Haag CS. Vanaf het busplateau ging het over de toenmalige busbaan met een grote bocht omlaag, onder het tramviaduct door, richting Theresiastraat. Beneden gekomen sloeg de bus af naar rechts, en vervolgens via Juliana van Stolberglaan, Beatrixlaan en Schenkkade naar Voorburg.[3] In Voorburg reed lijn 47 een lus via Martinuslaan en Rode laan.

- 1985-juli 1992: Den Haag CS - Leidschendam Anthoniushove. In Den Haag geen wijzigingen; in Voorburg-Leidschendam was de route Mgr. van Steelaan - Rodelaan - Noordsingel - Burgemeester Banninglaan.

- Juli 1992-1993: Ring-lijn door Voorburg; in één richting: Station Voorburg 't Loo-Bruinings Ingenhoeslaan-Koningin Julianalaan-Prins Bernardlaan-Parkweg-Rembrandtlaan-Prins Bernhardlaan-Rodelaan-station Voorburg 't Loo."Dorpsbus Voorburg".[2]  Daardoor reed lijn 47 niet meer in Den Haag.[3] Deze wijziging hield verband met de komst van tramlijn 3 (nu 2) op de Koningin Julianalaan en Mgr. van Steelaan. De buslijnen 44 en 48 reden daarom niet meer daar, en lijn 47 alleen nog maar op twee delen van die wegen. En nog maar in één richting, en lijn 47 reed alleen doordeweeks.

- Augustus 1994--mei 1995: lijn 47 is opgeheven.

- 28 mei 1995 - 10 juli 1996: Den Haag Forepark (via Taag, Theems en Tiber) - Middenweg - de Star - Leidse kade - sluisjes - Damlaan - Bachlaan - Burg. Banninglaan - Antoniushove - Burg. Banninglaan - Bachlaan - sluisjes - Leidse kade - de Star - Stompwijkse weg - Stompwijk. Op bepaalde tijden werd de omweg via de Star overgeslagen en in plaats daarvan via de Nieuwstraat gereden. Deze bus 47 werd geëxploiteerd door ZWN in samenwerking met de HTM en taxibedrijf ATC.[4] Vanaf 5 juli 1997 tot 4 juli 1998 is er geen enkele buslijn over de Bachlaan, Damlaan en de sluisjes naar de Star of Stompwijk.[5]

- 5 juli 1997--4 juli 1998: geen lijn 47 in exploitatie.

- 4 juli 1998- juli 2000: Leidschendam Anthoniushove - Leidschendam de Star/Zuid - Den Haag Forepark - Den Haag Leidschenveen - Nootdorp Raadhuis. Naar Stompwijk reed -na afspraak- lijntaxi. Lijn 47 reed elk half uur, maar na 19:00 uur en op zondag maar één keer per uur.[6] Nootdorp was het verst buiten de normale streek van een lijn 47 in westelijke richting in deze regio.[2]

- 2 Juli 2000-2001: Leidschendam WZH Prinsenhof[7] - Noordsingel - Prinsensingel - Heuvelweg - Antoniushove - Heuvelweg - Den Haag station Mariahoeve - Rode laan - Leidschendam Florence De Mantel[7]- Heuvelweg - Burgemeester Banninglaan - Bachlaan - de Star/Zuid - Middenweg - Den Haag Leidschenveen[7].

- 15 december 2002: Leidschendam WZH Prinsenhof - Noordsingel - Prinsensingel - Anthoniushove - Burg. Banninglaan - Bachlaan - de Star/Zuid - Den Haag Leidschenveen Waterland.

- December 2003 - december 2004: Leidschendam WZH Prinsenhof - Noordsingel - Anthoniushove - Burg. Banninglaan - Bachlaan - de Star/Zuid - Leidschenveen - Zoetermeer. Zoetermeer was het verst zuidelijke eindpunt buiten het normale gebied wat een lijn 47 in deze regio ooit bereikte.

- 12 december 2004: Leidschendam WZH Prinsenhof - Noordsingel - Prinsensingel - Anthoniushove - Burg. Banninglaan - Bachlaan - sluisjes - Nieuwstraat - de Star/Zuid. Terug via Leidse kade.

- 2005-2010:  Leidschendam Anthoniushove - Noordsingel - Prins Hendriklaan - <<Koningin Julianaweg<< / >>Oude Trambaan>> - Leidschendam de Star/Zuid.

- 2010-2011:  Leidschendam WZH Prinsenhof - Anthoniushove - Leidschendam de Star/Zuid.

- Sinds 2012: Leidschendam Woonoord Duivenvoorde - WZH Prinsenhof - Noordsingel - Prinsensingel -  Mall of the Netherlands - Anthoniushove - Mall of the Netherlands - Prins Bernhardlaan - Prinses Beatrixlaan - Prins Hendriklaan - gemeentehuis - Damlaan - Zaagmolenstraat - WZH Schoorwijck - Zaagmolenstraat - Damplein - sluisjes - Damhouderstraat - Nieuwstraat - Venestraat- Leidschendam De Star. Eindpunt t.h.v. het Hert, huisnummer 155. Alleen voor leden WOEJ. Na 52 jaar is lijn 47 niet openbaar meer; anders zou het het langst bestaande lijnnummer zijn in de regio. Daardoor heeft buslijn 43 die eer.

In al die jaren dat lijn 47 over de sluisjes rijdt is er vaak grote vertraging omdat de sluisbrug vaak open is, en maar één rijbaan heeft. De andere sluisbrug is sowieso niet bruikbaar. Voorgangers buslijn 1, 12, 134 en 166 kampten met hetzelfde probleem.